# فرانیو مایتیچ
فرانیو مایتیچ (کرواتی: Franjo Majetić؛ ۲۶ فوریهٔ ۱۹۲۳ – ۲۹ نوامبر ۱۹۹۱) بازیگر، و بازیگر تلویزیون اهل کرواسی بود. وی بین سال‌های ۱۹۷۰ تا ۱۹۸۹ میلادی فعالیت می‌کرد.